# Olympische Sommerspiele 2024/Hockey – Männer
Das Hockeyturnier der Männer bei den Olympischen Spielen 2024 wurde vom 27. Juli bis 8. August 2024 ausgetragen. Insgesamt nahmen 12 Mannschaften teil. In einem echten Hockey-Krimi gewann die Niederlande nach einem 3:1 im Shoot-Out das Finale um die Goldmedaille gegen Deutschland. Die Bronzemedaille holte – wie beim letzten olympischen Hockey-Turnier 2020 – Indien. Diesmal durch einen 2:1-Sieg über Spanien im Spiel um Platz 3.

## Qualifikation
Frankreich durfte als Gastgeber am Turnier teilnehmen. Die weiteren 11 Startplätze wurden über unterschiedliche Turniere vergeben. So gab es kontinentale Ausscheidungen, bei denen die jeweils siegreichen Teams einen Startplatz erringen konnten. Im Januar 2024 wurden zudem zwei Qualifikationsturniere in Valencia und Maskat ausgetragen, bei denen sich die ersten drei Nationen qualifizieren konnten. Aus den besten zwölf Mannschaften der Weltrangliste verpasste lediglich Südkorea (12.) die Qualifikation.

## Spielsystem
Gespielt wurde wie in den vorangegangenen Olympischen Spielen in zwei Gruppen mit je sechs Mannschaften. Die Einteilung der Gruppen erfolgte im Januar 2024 nach der Positionierung in der Weltrangliste (in Klammern):
| Gruppe A           | Gruppe A | Gruppe B        | Gruppe B |
| ------------------ | -------- | --------------- | -------- |
| Niederlande (1)    |          | Belgien (2)     |          |
| Deutschland (4)    |          | Indien (3)      |          |
| Großbritannien (5) |          | Australien (6)  |          |
| Spanien (8)        |          | Argentinien (7) |          |
| Frankreich (9)     |          | Neuseeland (10) |          |
| Südafrika (14)     |          | Irland (11)     |          |

Nach den Gruppenspielen wurden Viertelfinals ausgetragen: der Erste der Gruppe spielte jeweils gegen den Vierten der anderen Gruppe und der Zweite gegen den Dritten. Die Gruppenfünften und -sechsten schieden aus. Die Sieger der Viertelfinale spielten die Halbfinale, deren Sieger um Gold und Silber, die Verlierer um Bronze. Der genau terminierte Spielplan wurde am 6. März 2024 veröffentlicht.

## Spielplan

### Gruppenphase

#### Gruppe A
| Pl. | Mannschaft     | Sp. | S | U | N | Tore  | Diff. | Pkt. |
| --- | -------------- | --- | - | - | - | ----- | ----- | ---- |
| 1   | Deutschland    | 5   | 4 | 0 | 1 | 16:6  | +10   | 12   |
| 2   | Niederlande    | 5   | 3 | 1 | 1 | 16:9  | +7    | 10   |
| 3   | Großbritannien | 5   | 2 | 2 | 1 | 11:7  | +4    | 8    |
| 4   | Spanien        | 5   | 2 | 1 | 2 | 11:12 | −1    | 7    |
| 5   | Südafrika      | 5   | 1 | 1 | 3 | 11:17 | −6    | 4    |
| 6   | Frankreich     | 5   | 0 | 1 | 4 | 8:22  | −14   | 1    |

| 27. Juli 2024 10:00 Uhr | Großbritannien Park (11.) Furlong (16., 48.) Shipperley (58.) | 4:0 (1:0, 1:0, 0:0 2:0) Spielbericht | Spanien | Stade Olympique Yves-du-Manoir, Colombes |

| 27. Juli 2024 12:45 Uhr | Niederlande Janssen (2. Pen., 30.) de Geus (10.) Hoedemakers (16.) Telgenkamp (33.) | 5:3 (2:1, 2:0, 1:2, 0:0) Spielbericht | Südafrika M. Cassiem (7.) Kok (34.) Guise-Brown (44. Pen.) | Stade Olympique Yves-du-Manoir, Colombes |

| 27. Juli 2024 17:00 Uhr | Deutschland Weigand (1., 44.) Rühr (7.) Prinz (19.) M. Grambusch (21.) T. Grambusch (22.) Wellen (33., 49.) | 8:2 (2:1, 3:0, 2:0, 1:1) Spielbericht | Frankreich Masson (15.+) Charlet (59.) | Stade Olympique Yves-du-Manoir, Colombes |

| 28. Juli 2024 17:00 Uhr | Deutschland | 0:2 (0:0, 0:0, 0:1, 0:1) Spielbericht | Spanien Basterra (32.) Cunill (53.) | Stade Olympique Yves-du-Manoir, Colombes |

| 28. Juli 2024 19:45 Uhr | Niederlande Reyenga (7.) Bijen (28.) de Geus (31.) Telgenkamp (54.) | 4:0 (1:0, 1:0, 1:0, 1:0) Spielbericht | Frankreich | Stade Olympique Yves-du-Manoir, Colombes |

| 28. Juli 2024 20:15 Uhr | Südafrika Hobson (11.) Sherwood (53.) | 2:2 (1:0, 0:0, 0:1, 1:1) Spielbericht | Großbritannien Roper (32.) Shipperley (59.) | Stade Olympique Yves-du-Manoir, Colombes |

| 30. Juli 2024 10:00 Uhr | Spanien Iglesias (28.) Vilallonga (32.) Cunill (51.) | 3:3 (0:2, 1:0, 1:1, 1:0) Spielbericht | Frankreich Clement (8., 13.) Charlet (45.) | Stade Olympique Yves-du-Manoir, Colombes |

| 30. Juli 2024 10:30 Uhr | Deutschland Peillat (1., 39.) Rühr (15. Pen.) Weigand (17.) Grambusch (58.) | 5:1 (2:0, 1:0, 1:1, 1:0) Spielbericht | Südafrika Guise-Brown (35.) | Stade Olympique Yves-du-Manoir, Colombes |

| 30. Juli 2024 12:45 Uhr | Großbritannien Morton (55., 59.) | 2:2 (0:0, 0:0, 0:1, 2:1) Spielbericht | Niederlande Wortelboer (44.) van Dam (52.) | Stade Olympique Yves-du-Manoir, Colombes |

| 31. Juli 2024 17:30 Uhr | Deutschland Wellen (3.) | 1:0 (1:0, 0:0, 0:0, 0:0) Spielbericht | Niederlande | Stade Olympique Yves-du-Manoir, Colombes |

| 31. Juli 2024 19:45 Uhr | Spanien Reyne (23., 53.) Basterra (37.) | 3:0 (0:0, 1:0, 1:0, 1:0) Spielbericht | Südafrika | Stade Olympique Yves-du-Manoir, Colombes |

| 1. August 2024 12:45 Uhr | Frankreich Clement (30.) | 1:2 (0:0, 1:0, 0:1, 0:1) Spielbericht | Großbritannien Wallace (41. Pen.) Albery (54.) | Stade Olympique Yves-du-Manoir, Colombes |

| 2. August 2024 10:30 Uhr | Niederlande Janssen (19. Pen., 53.) Hoedemakers (40., 48. Pen.) Wortelboer (43.) | 5:3 (0:2, 1:0, 2:0, 2:1) Spielbericht | Spanien Basterra (7.) Reyne (15.) Miralles (48.) | Stade Olympique Yves-du-Manoir, Colombes |

| 2. August 2024 19:45 Uhr | Frankreich Clement (16.) Charlet (25.) | 2:5 (0:1, 2:1, 0:0, 0:3) Spielbericht | Südafrika Guise-Brown (2.) Horne (23.) M. Cassiem (56.) A. Cassiem (57., 60.) | Stade Olympique Yves-du-Manoir, Colombes |

| 2. August 2024 20:15 Uhr | Großbritannien Furlong (49.) | 1:2 (0:0, 0:2, 0:0, 1:0) Spielbericht | Deutschland Rühr (19., 25. Pen.) | Stade Olympique Yves-du-Manoir, Colombes |

#### Gruppe B
| Pl. | Mannschaft  | Sp. | S | U | N | Tore  | Diff. | Pkt. |
| --- | ----------- | --- | - | - | - | ----- | ----- | ---- |
| 1   | Belgien     | 5   | 4 | 1 | 0 | 15:7  | +8    | 13   |
| 2   | Indien      | 5   | 3 | 1 | 1 | 10:7  | +3    | 10   |
| 3   | Australien  | 5   | 3 | 0 | 2 | 12:10 | +2    | 9    |
| 4   | Argentinien | 5   | 2 | 2 | 1 | 8:6   | +2    | 8    |
| 5   | Irland      | 5   | 1 | 0 | 4 | 4:9   | −5    | 3    |
| 6   | Neuseeland  | 5   | 0 | 0 | 5 | 4:14  | −10   | 0    |

| 27. Juli 2024 10:30 Uhr | Belgien Boon (25.) Hendrickx (49.) | 2:0 (0:0, 1:0, 0:0, 1:0) Spielbericht | Irland | Stade Olympique Yves-du-Manoir, Colombes |

| 27. Juli 2024 13:15 Uhr | Australien Govers (30.+) | 1:0 (0:0, 1:0, 0:0, 0:0) Spielbericht | Argentinien | Stade Olympique Yves-du-Manoir, Colombes |

| 27. Juli 2024 17:30 Uhr | Indien M. Singh (24.) Prasad (34.) H. Singh (59. Pen.) | 3:2 (0:1, 0:1, 1:0, 1:1) Spielbericht | Neuseeland Lane (8.) Child (53.) | Stade Olympique Yves-du-Manoir, Colombes |

| 28. Juli 2024 17:30 Uhr | Belgien Hendrickx (8.) Van Aubel (44.) | 2:1 (1:0, 0:0, 1:1, 0:0) Spielbericht | Neuseeland Lane (43.) | Stade Olympique Yves-du-Manoir, Colombes |

| 29. Juli 2024 10:00 Uhr | Irland Cole (25.) | 1:2 (0:1, 0:2, 0:0, 0:0) Spielbericht | Australien Weyer (9.) Govers (30. Pen.) | Stade Olympique Yves-du-Manoir, Colombes |

| 29. Juli 2024 12:45 Uhr | Indien H. Singh (59.) | 1:1 (0:0, 0:1, 0:0, 1:0) Spielbericht | Argentinien Martínez (22.) | Stade Olympique Yves-du-Manoir, Colombes |

| 30. Juli 2024 13:15 Uhr | Irland | 0:2 (0:1, 0:1, 0:0, 0:0) Spielbericht | Indien H. Singh (11. Pen., 19.) | Stade Olympique Yves-du-Manoir, Colombes |

| 30. Juli 2024 17:00 Uhr | Argentinien Domene (24.) Martínez (60.) | 2:0 (0:0, 1:0, 0:0, 1:0) Spielbericht | Neuseeland | Stade Olympique Yves-du-Manoir, Colombes |

| 30. Juli 2024 19:45 Uhr | Australien Sharp (29.) Govers (44.) | 2:6 (0:2, 1:1, 1:2, 0:1) Spielbericht | Belgien Hendrickx (7.) Boon (15., 30., 57.) van Aubel (35.) Kina (38.) | Stade Olympique Yves-du-Manoir, Colombes |

| 1. August 2024 10:00 Uhr | Indien Abishek (18.) | 1:2 (0:0, 1:0, 0:2, 0:0) Spielbericht | Belgien Stockbroekx (33.) Dohmen (44.) | Stade Olympique Yves-du-Manoir, Colombes |

| 1. August 2024 10:30 Uhr | Neuseeland | 0:5 (0:0, 0:2, 0:1, 0:2) Spielbericht | Australien Wickham (22.) Govers (25., 52., 57.) Willott (42.) | Stade Olympique Yves-du-Manoir, Colombes |

| 1. August 2024 13:15 Uhr | Argentinien Domene (17.) Casella Schuth (28.) | 2:1 (0:0, 2:1, 0:0, 0:0) Spielbericht | Irland Cole (27.) | Stade Olympique Yves-du-Manoir, Colombes |

| 2. August 2024 13:15 Uhr | Australien Craig (25.) Govers (55. Pen.) | 2:3 (0:2, 1:0, 0:1, 1:0) Spielbericht | Indien Abishek (12.) H. Singh (13., 32. Pen.) | Stade Olympique Yves-du-Manoir, Colombes |

| 2. August 2024 17:00 Uhr | Neuseeland Morrison (5.) | 1:2 (1:1, 0:0, 0:1, 0:0) Spielbericht | Irland Walker (13.) Duncan (31.) | Stade Olympique Yves-du-Manoir, Colombes |

| 2. August 2024 17:30 Uhr | Belgien De Kerpel (34.) Hendricks (52.) Stockbroekx (60.) | 3:3 (0:1, 0:0, 1:1, 2:1) Spielbericht | Argentinien Casella Schuth (5.) Domene (45.) Rey (53.) | Stade Olympique Yves-du-Manoir, Colombes |

### Finalrunde
|  | Viertelfinale         | Viertelfinale         |                           |                           | Halbfinale                | Halbfinale |  |  | Finale                    | Finale                    |
|  |                       |                       |                           |                           |                           |            |  |  |                           |                           |
|  | 4. August 2024, 20:00 |                       |                           |                           |                           |            |  |  |                           |                           |
|  | Deutschland           | 3                     |                           |                           |                           |            |  |  |                           |                           |
|  | Deutschland           | 3                     | 6. August 2024, 19:00 Uhr |                           |                           |            |  |  |                           |                           |
|  | Argentinien           | 2                     |                           |                           |                           |            |  |  |                           |                           |
|  | Argentinien           | 2                     | Deutschland               | 3                         |                           |            |  |  |                           |                           |
|  |                       |                       | Deutschland               | 3                         |                           |            |  |  |                           |                           |
|  |                       | Indien                | 2                         |                           |                           |            |  |  |                           |                           |
|  | Indien                | Indien                | 2                         | 1 (4)                     |                           |            |  |  |                           |                           |
|  | Indien                |                       |                           | 1 (4)                     |                           |            |  |  |                           |                           |
|  | Großbritannien        | 1 (2)                 |                           | 8. August 2024, 19:00 Uhr | 8. August 2024, 19:00 Uhr |            |  |  |                           |                           |
|  | 4. August 2024, 10:00 | 4. August 2024, 10:00 | Deutschland               | 1 (1)                     |                           |            |  |  |                           |                           |
|  | 4. August 2024, 17:30 | 4. August 2024, 17:30 |                           | Niederlande               | 1 (3)                     |            |  |  |                           |                           |
|  | Niederlande           | 2                     |                           |                           |                           |            |  |  |                           |                           |
|  | Australien            | 0                     |                           |                           |                           |            |  |  |                           |                           |
|  | Australien            | 0                     | Niederlande               | 4                         |                           |            |  |  |                           |                           |
|  |                       |                       | Niederlande               | 4                         | Spiel um Platz 3          |            |  |  |                           |                           |
|  |                       | Spanien               | 0                         |                           |                           |            |  |  |                           |                           |
|  | Belgien               | Spanien               | 0                         | 2                         | Indien                    | 2          |  |  |                           |                           |
|  | Belgien               | 6. August 2024, 14:00 |                           | 2                         | Indien                    | 2          |  |  |                           |                           |
|  | Spanien               | 3                     |                           | Spanien                   | 1                         |            |  |  |                           |                           |
|  | Spanien               | 3                     |                           |                           | 1                         |            |  |  |                           |                           |
|  | 4. August 2024, 12:30 | 4. August 2024, 12:30 |                           |                           |                           |            |  |  | 8. August 2024, 14:00 Uhr | 8. August 2024, 14:00 Uhr |

#### Viertelfinale
| 4. August 2024 10:00 Uhr | Indien H. Singh (22.) | 1:1 (4:2) (0:0, 1:1, 0:0, 0:0) Spielbericht | Großbritannien Morton (27.) | Stade Olympique Yves-du-Manoir, Colombes |

| 4. August 2024 12:30 Uhr | Belgien De Sloover (41.) Hendrickx (58.) | 2:3 (0:0, 0:0, 1:1, 1:2) Spielbericht | Spanien Basterra (40.) Reyné (55.) Miralles (57.) | Stade Olympique Yves-du-Manoir, Colombes |

| 4. August 2024 17:30 Uhr | Niederlande Telgenkamp (35.) van Dam (52.) | 2:0 (0:0, 0:0, 1:0, 1:0) Spielbericht | Australien | Stade Olympique Yves-du-Manoir, Colombes |

| 4. August 2024 20:00 Uhr | Deutschland Hinrichs (9.) Peillat (24.) Weigand (54.) | 3:2 (1:1, 1:0, 0:0, 1:1) Spielbericht | Argentinien Casella (11.) Mazzilli (48.) | Stade Olympique Yves-du-Manoir, Colombes |

#### Halbfinale
| 6. August 2024 14:00 Uhr | Niederlande Janssen (12. Pen.) Brinkman (20.) van Dam (32.) Telgenkamp (50.) | 4:0 (1:0, 1:0, 1:0, 1:0) Spielbericht | Spanien | Stade Olympique Yves-du-Manoir, Colombes |

| 6. August 2024 19:00 Uhr | Deutschland Peillat (18.) Rühr (27. Pen.) Miltkau (54.) | 3:2 (0:1, 2:0, 0:1, 1:0) Spielbericht | Indien H. Singh (7.) S. Singh (36.) | Stade Olympique Yves-du-Manoir, Colombes |

#### Spiel um Bronze
| 8. August 2024 14:00 Uhr | Indien H. Singh (30., 33.) | 2:1 (0:0, 1:1, 1:0, 0:0) Spielbericht | Spanien Miralles (18.) | Stade Olympique Yves-du-Manoir, Colombes |

#### Finale
| 8. August 2024 19:00 Uhr | Deutschland Prinz (50.) | 1:1 (1:3) (0:0, 0:0, 0:0, 1:1) Spielbericht | Niederlande Brinkman (46.) | Stade Olympique Yves-du-Manoir, Colombes |

## Trivia
Im Viertelfinale standen die gleichen acht Mannschaften wie bei den vorhergehenden Olympischen Spielen in Tokio, wobei es auch jeweils zu den gleichen Paarungen kam wie drei Jahre zuvor.